# Alfred Hofstetter (Politiker, 1898)
Alfred Hofstetter Taufname: Rudolf Albert (* 18. September 1898 in Gais; † 9. April 1976 in Herisau, reformiert, heimatberechtigt in Gais) war ein Schweizer Politiker (FDP).

## Leben
Alfred Hofstetter kam am 18. September 1898 in Gais als Sohn des Anwalts und Nationalratsabgeordneten Alfred Hofstetter senior und der Frida geborene Aerne zur Welt. Hofstetter, Absolvent der Kantonsschule Trogen, widmete sich einem Studium der Rechte an der Universität Bern, das er mit dem Erwerb des akademischen Grades eines Dr. iur. abschloss.
In der Folge war er als Anwalt im väterlichen Anwaltsbüro in Gais angestellt. Dazu zählte er zu den Mitbegründern der Luftseilbahn Wasserauen-Ebenalp als deren Präsident er bis 1974 fungierte. Er nahm Verwaltungsratsmandate für die Nordostschweizerische und von 1942 bis 1957 die St. Gallisch-Appenzellische Kraftwerke AG sowie ab 1954 die „J.G. Nef & Co.“ in Herisau wahr. Ferner wirkte Hofstetter von 1939 bis 1947 als Verwaltungsratspräsident der Altstätten-Gais-Bahn (AG), von 1954 bis 1972 der St. Gallen-Gais-Appenzell-Altstätten-Bahn (SGA), deren Leitung er interimistisch von 1956 bis 1970 innehatte, ab 1952 der Zwirnerei Höhener in Gais sowie von 1954 bis 1969 von Busers voralpinem Töchterinstitut in Teufen, das zwischen 1952 und 1966 von seiner Ehefrau geführt wurde.
Alfred Hofstetter heiratete im Jahr 1930 Helen Berlet, die Tochter des Hermann Mauff und Witwe des Karl Willi Hochmuth. Er verstarb am 9. April 1976 in seinem 78. Lebensjahr in Herisau.

## Politische Ämter
Die politische Karriere Alfred Hofstetters, des Mitglieds der Freisinnig-Demokratischen Partei, begann 1932 mit seiner Wahl in den Gemeinderat von Gais, dem er bis 1940 angehörte, davon ab 1937 als Gemeindehauptmann. Auf kantonaler Ebene sass er von 1934 bis 1940 sowie 1951 und 1954 im Ausserrhoder Kantonsrat, den er von 1938 bis 1940 präsidierte. Dazwischen war Hofstetter von 1940 bis 1951 als Leiter der Justiz- und Polizeidirektion im Regierungsrat vertreten. Zusätzlich stand er der Regierung von 1942 bis 1945 als Landammann vor.